# Campeonato Europeu de Halterofilismo de 2021
O Campeonato Europeu de Halterofilismo de 2021 foi a 99ª edição do campeonato, sendo organizado pela Federação Europeia de Halterofilismo, no Palácio de Ginástica Irina Viner-Usmanova, em Moscou, na Rússia, entre 3 a 11 de abril de 2021. Foram disputadas 20 categorias (10 masculino e 10 feminino) com a presença de 315 halterofilistas de 38 nacionalidades.

## Calendário
| Data→ Categoria ↓ | Sab 03 | Dom 04 | Seg 05 | Ter 06 | Qua 07 | Qui 08 | Sex 09 | Sab 10 | Dom 11 |
| ----------------- | ------ | ------ | ------ | ------ | ------ | ------ | ------ | ------ | ------ |
| 55 kg             |        | ●      |        |        |        |        |        |        |        |
| 61 kg             |        | ●      |        |        |        |        |        |        |        |
| 67 kg             |        |        | ●      |        |        |        |        |        |        |
| 73 kg             |        |        |        | ●      |        |        |        |        |        |
| 81 kg             |        |        |        |        | ●      |        |        |        |        |
| 89 kg             |        |        |        |        |        | ●      |        |        |        |
| 96 kg             |        |        |        |        |        |        | ●      |        |        |
| 102 kg            |        |        |        |        |        |        |        | ●      |        |
| 109 kg            |        |        |        |        |        |        |        | ●      |        |
| +109 kg           |        |        |        |        |        |        |        |        | ●      |

| Data→ Categoria ↓ | Sab 03 | Dom 04 | Seg 05 | Ter 06 | Qua 07 | Qui 08 | Sex 09 | Sab 10 | Dom 11 |
| ----------------- | ------ | ------ | ------ | ------ | ------ | ------ | ------ | ------ | ------ |
| 45 kg             | ●      |        |        |        |        |        |        |        |        |
| 49 kg             | ●      |        |        |        |        |        |        |        |        |
| 55 kg             |        | ●      |        |        |        |        |        |        |        |
| 59 kg             |        |        | ●      |        |        |        |        |        |        |
| 64 kg             |        |        |        | ●      |        |        |        |        |        |
| 71 kg             |        |        |        |        | ●      |        |        |        |        |
| 76 kg             |        |        |        |        |        | ●      |        |        |        |
| 81 kg             |        |        |        |        |        |        | ●      |        |        |
| 87 kg             |        |        |        |        |        |        |        | ●      |        |
| +87 kg            |        |        |        |        |        |        |        |        | ●      |

## Medalhistas

### Masculino
| Evento     | Ouro                            | Ouro      | Prata                        | Prata     | Bronze                           | Bronze    |
| até 55 kg  | até 55 kg                       | até 55 kg | até 55 kg                    | até 55 kg | até 55 kg                        | até 55 kg |
| ---------- | ------------------------------- | --------- | ---------------------------- | --------- | -------------------------------- | --------- |
| Arranque   | Daniel Lungu · Moldávia         | 113 kg    | Muammer Şahin · Turquia      | 112 kg    | Angel Rusev · Bulgária           | 111 kg    |
| Arremesso  | Angel Rusev · Bulgária          | 147 kg    | Valentin Iancu · Roménia     | 140 kg    | Dmytro Voronovskyi · Ucrânia     | 137 kg    |
| Total      | Angel Rusev · Bulgária          | 258 kg    | Valentin Iancu · Roménia     | 248 kg    | Dmytro Voronovskyi · Ucrânia     | 247 kg    |
| até 61 kg  |                                 |           |                              |           |                                  |           |
| Arranque   | Stilyan Grozdev · Bulgária      | 136 kg    | Shota Mishvelidze · Geórgia  | 135 kg    | Henadz Laptseu · Bielorrússia    | 132 kg    |
| Arremesso  | Jon Luke Mau · Alemanha         | 162 kg    | Stilyan Grozdev · Bulgária   | 160 kg    | Davide Ruiu · Itália             | 158 kg    |
| Total      | Stilyan Grozdev · Bulgária      | 296 kg    | Shota Mishvelidze · Geórgia  | 290 kg    | Ferdi Hardal · Turquia           | 287 kg    |
| até 67 kg  |                                 |           |                              |           |                                  |           |
| Arranque   | Mirko Zanni · Itália            | 148 kg    | Zulfat Garaev · Rússia       | 147 kg    | Muhammed Furkan Özbek · Turquia  | 145 kg    |
| Arremesso  | Muhammed Furkan Özbek · Turquia | 178 kg    | Valentin Genchev · Bulgária  | 177 kg    | Goga Chkheidze · Geórgia         | 170 kg    |
| Total      | Muhammed Furkan Özbek · Turquia | 323 kg    | Mirko Zanni · Itália         | 318 kg    | Valentin Genchev · Bulgária      | 315 kg    |
| até 73 kg  |                                 |           |                              |           |                                  |           |
| Arranque   | Daniyar İsmayilov · Turquia     | 160 kg    | Marin Robu · Moldávia        | 156 kg    | Bozhidar Andreev · Bulgária      | 152 kg    |
| Arremesso  | Max Lang · Alemanha             | 185 kg    | Briken Calja · Albânia       | 184 kg    | David Sánchez · Espanha          | 183 kg    |
| Total      | Daniyar İsmayilov · Turquia     | 341 kg    | Marin Robu · Moldávia        | 339 kg    | Briken Calja · Albânia           | 336 kg    |
| até 81 kg  |                                 |           |                              |           |                                  |           |
| Arranque   | Antonino Pizzolato · Itália     | 164 kg    | Karlos Nasar · Bulgária      | 163 kg    | Nico Müller · Alemanha           | 158 kg    |
| Arremesso  | Karlos Nasar · Bulgária         | 206 kg    | Antonino Pizzolato · Itália  | 206 kg    | Rafik Harutyunyan · Armênia      | 196 kg    |
| Total      | Antonino Pizzolato · Itália     | 370 kg    | Karlos Nasar · Bulgária      | 369 kg    | Ritvars Suharevs · Letônia       | 347 kg    |
| até 89 kg  |                                 |           |                              |           |                                  |           |
| Arranque   | Karen Avagyan · Armênia         | 175 kg    | Revaz Davitadze · Geórgia    | 171 kg    | Andranik Karapetyan · Armênia    | 170 kg    |
| Arremesso  | Revaz Davitadze · Geórgia       | 203 kg    | Karen Avagyan · Armênia      | 200 kg    | Roman Chepik · Rússia            | 198 kg    |
| Total      | Karen Avagyan · Armênia         | 375 kg    | Revaz Davitadze · Geórgia    | 374 kg    | Andranik Karapetyan · Armênia    | 365 kg    |
| até 96 kg  |                                 |           |                              |           |                                  |           |
| Arranque   | Anton Pliesnoi · Geórgia        | 180 kg    | Petr Asayonak · Bielorrússia | 172 kg    | Artur Babayan · Rússia           | 167 kg    |
| Arremesso  | Anton Pliesnoi · Geórgia        | 213 kg    | Hakob Mkrtchyan · Armênia    | 212 kg    | Bartłomiej Adamus · Polónia      | 206 kg    |
| Total      | Anton Pliesnoi · Geórgia        | 393 kg    | Petr Asayonak · Bielorrússia | 374 kg    | Hakob Mkrtchyan · Armênia        | 372 kg    |
| até 102 kg |                                 |           |                              |           |                                  |           |
| Arranque   | Dadash Dadashbayli · Azerbaijão | 177 kg    | Samvel Gasparyan · Armênia   | 176 kg    | Siarhei Sharankou · Bielorrússia | 172 kg    |
| Arremesso  | Samvel Gasparyan · Armênia      | 214 kg    | David Fischerov · Bulgária   | 210 kg    | Arsen Martirosyan · Armênia      | 209 kg    |
| Total      | Samvel Gasparyan · Armênia      | 390 kg    | Arsen Martirosyan · Armênia  | 380 kg    | Dadash Dadashbayli · Azerbaijão  | 379 kg    |
| até 109 kg |                                 |           |                              |           |                                  |           |
| Arranque   | Simon Martirosyan · Armênia     | 190 kg    | Hristo Hristov · Bulgária    | 186 kg    | Timur Naniev · Rússia            | 184 kg    |
| Arremesso  | Dmytro Chumak · Ucrânia         | 226 kg    | Arsen Kasabijew · Polónia    | 220 kg    | Marcos Ruiz · Espanha            | 220 kg    |
| Total      | Dmytro Chumak · Ucrânia         | 407 kg    | Hristo Hristov · Bulgária    | 406 kg    | Timur Naniev · Rússia            | 401 kg    |
| + 109 kg   |                                 |           |                              |           |                                  |           |
| Arranque   | Lasha Talakhadze · Geórgia      | 222 kg    | Gor Minasyan · Armênia       | 216 kg    | Varazdat Lalayan · Armênia       | 205 kg    |
| Arremesso  | Lasha Talakhadze · Geórgia      | 263 kg    | Gor Minasyan · Armênia       | 248 kg    | Varazdat Lalayan · Armênia       | 240 kg    |
| Total      | Lasha Talakhadze · Geórgia      | 485 kg    | Gor Minasyan · Armênia       | 464 kg    | Varazdat Lalayan · Armênia       | 445 kg    |

- — Recorde mundial

### Feminino
| Evento    | Ouro                           | Ouro      | Prata                          | Prata     | Bronze                         | Bronze    |
| até 45 kg | até 45 kg                      | até 45 kg | até 45 kg                      | até 45 kg | até 45 kg                      | até 45 kg |
| --------- | ------------------------------ | --------- | ------------------------------ | --------- | ------------------------------ | --------- |
| Arranque  | Nadezhda Nguen · Bulgária      | 72 kg     | Melisa Güneş · Turquia         | 68 kg     | Anhelina Lomachynska · Ucrânia | 67 kg     |
| Arremesso | Ivana Petrova · Bulgária       | 85 kg     | Cosmina Pana · Roménia         | 84 kg     | Melisa Güneş · Turquia         | 83 kg     |
| Total     | Nadezhda Nguen · Bulgária      | 155 kg    | Ivana Petrova · Bulgária       | 152 kg    | Melisa Güneş · Turquia         | 151 kg    |
| até 49 kg |                                |           |                                |           |                                |           |
| Arranque  | Monica Csengeri · Roménia      | 86 kg     | Kristina Sobol · Rússia        | 85 kg     | Giulia Imperio · Itália        | 81 kg     |
| Arremesso | Monica Csengeri · Roménia      | 103 kg    | Mihaela Cambei · Roménia       | 100 kg    | Şaziye Erdoğan · Turquia       | 97 kg     |
| Total     | Monica Csengeri · Roménia      | 189 kg    | Kristina Sobol · Rússia        | 181 kg    | Mihaela Cambei · Roménia       | 180 kg    |
| até 55 kg |                                |           |                                |           |                                |           |
| Arranque  | Kamila Konotop · Ucrânia       | 95 kg     | Izabella Yaylyan · Armênia     | 90 kg     | Evagjelia Veli · Albânia       | 89 kg     |
| Arremesso | Kamila Konotop · Ucrânia       | 113 kg    | Svetlana Ershova · Rússia      | 112 kg    | Sümeyye Kentli · Turquia       | 110 kg    |
| Total     | Kamila Konotop · Ucrânia       | 208 kg    | Svetlana Ershova · Rússia      | 200 kg    | Nina Sterckx · Bélgica         | 197 kg    |
| até 59 kg |                                |           |                                |           |                                |           |
| Arranque  | Olga Te · Rússia               | 95 kg     | Dora Tchakounté · França       | 95 kg     | Aleksandra Kozlova · Rússia    | 91 kg     |
| Arremesso | Olga Te · Rússia               | 115 kg    | Dora Tchakounté · França       | 115 kg    | Ine Andersson · Noruega        | 113 kg    |
| Total     | Olga Te · Rússia               | 210 kg    | Dora Tchakounté · França       | 210 kg    | Aleksandra Kozlova · Rússia    | 202 kg    |
| até 64 kg |                                |           |                                |           |                                |           |
| Arranque  | Loredana Toma · Roménia        | 114 kg    | Sarah Davies · Reino Unido     | 101 kg    | Anastasiia Anzorova · Rússia   | 100 kg    |
| Arremesso | Loredana Toma · Roménia        | 130 kg    | Sarah Davies · Reino Unido     | 129 kg    | Anastasiia Anzorova · Rússia   | 122 kg    |
| Total     | Loredana Toma · Roménia        | 244 kg    | Sarah Davies · Reino Unido     | 230 kg    | Anastasiia Anzorova · Rússia   | 222 kg    |
| até 71 kg |                                |           |                                |           |                                |           |
| Arranque  | Raluca Olaru · Roménia         | 98 kg     | Emily Muskett · Reino Unido    | 98 kg     | Alessia Durante · Itália       | 97 kg     |
| Arremesso | Emily Muskett · Reino Unido    | 129 kg    | Alessia Durante · Itália       | 122 kg    | Berfin Altun · Turquia         | 121 kg    |
| Total     | Emily Muskett · Reino Unido    | 227 kg    | Alessia Durante · Itália       | 219 kg    | Raluca Olaru · Roménia         | 218 kg    |
| até 76 kg |                                |           |                                |           |                                |           |
| Arranque  | Iryna Dekha · Ucrânia          | 113 kg    | Iana Sotieva · Rússia          | 112 kg    | Anastasia Romanova · Rússia    | 111 kg    |
| Arremesso | Iryna Dekha · Ucrânia          | 135 kg    | Iana Sotieva · Rússia          | 134 kg    | Darya Naumava · Bielorrússia   | 132 kg    |
| Total     | Iryna Dekha · Ucrânia          | 248 kg    | Iana Sotieva · Rússia          | 246 kg    | Anastasia Romanova · Rússia    | 243 kg    |
| até 81 kg |                                |           |                                |           |                                |           |
| Arranque  | Alina Marushchak · Ucrânia     | 109 kg    | Nina Schroth · Alemanha        | 100 kg    | Rabia Kaya · Turquia           | 100 kg    |
| Arremesso | Gaëlle Nayo-Ketchanke · França | 131 kg    | Liana Gyurjyan · Armênia       | 129 kg    | Alina Marushchak · Ucrânia     | 127 kg    |
| Total     | Alina Marushchak · Ucrânia     | 236 kg    | Gaëlle Nayo-Ketchanke · França | 231 kg    | Liana Gyurjyan · Armênia       | 227 kg    |
| até 87 kg |                                |           |                                |           |                                |           |
| Arranque  | Anastasiia Hotfrid · Geórgia   | 111 kg    | Daria Akhmerova · Rússia       | 108 kg    | Elena Cîlcic · Moldávia        | 107 kg    |
| Arremesso | Elena Cîlcic · Moldávia        | 138 kg    | Daria Akhmerova · Rússia       | 138 kg    | Solfrid Koanda · Noruega       | 135 kg    |
| Total     | Daria Akhmerova · Rússia       | 246 kg    | Elena Cîlcic · Moldávia        | 245 kg    | Daria Riazanova · Rússia       | 240 kg    |
| + 87 kg   |                                |           |                                |           |                                |           |
| Arranque  | Emily Campbell · Reino Unido   | 122 kg    | Anastasiya Lysenko · Ucrânia   | 116 kg    | Melike Günal · Turquia         | 108 kg    |
| Arremesso | Emily Campbell · Reino Unido   | 154 kg    | Anastasiya Lysenko · Ucrânia   | 136 kg    | Melike Günal · Turquia         | 135 kg    |
| Total     | Emily Campbell · Reino Unido   | 276 kg    | Anastasiya Lysenko · Ucrânia   | 252 kg    | Melike Günal · Turquia         | 243 kg    |

## Quadro de medalhas
Quadro de medalhas no total combinado
| Ordem | País         | Medalha de ouro | Medalha de prata | Medalha de bronze | Total |
| ----- | ------------ | --------------- | ---------------- | ----------------- | ----- |
| 1     | Ucrânia      | 4               | 1                | 1                 | 6     |
| 2     | Bielorrússia | 3               | 3                | 1                 | 7     |
| 3     | Rússia       | 2               | 3                | 5                 | 10    |
| 4     | Armênia      | 2               | 2                | 4                 | 8     |
| 5     | Geórgia      | 2               | 2                | 0                 | 4     |
| 6     | Roménia      | 2               | 1                | 2                 | 5     |
| 7     | Reino Unido  | 2               | 1                | 0                 | 3     |
| 8     | Itália       | 1               | 2                | 0                 | 3     |
| 9     | Turquia      | 1               | 0                | 3                 | 4     |
| 10    | França       | 0               | 2                | 0                 | 2     |
| 10    | Moldávia     | 0               | 2                | 0                 | 2     |
| 12    | Bielorrússia | 0               | 1                | 0                 | 1     |
| 13    | Albânia      | 0               | 0                | 1                 | 1     |
| 13    | Azerbaijão   | 0               | 0                | 1                 | 1     |
| 13    | Bélgica      | 0               | 0                | 1                 | 1     |
| 13    | Letônia      | 0               | 0                | 1                 | 1     |
| Total | Total        | 19              | 20               | 20                | 59    |

## Países participantes
315 halterofilistas de 38 países participaram do campeonato.
| - Albânia (5) - Armênia (14) - Áustria (3) - Azerbaijão (3) - Bielorrússia (18) - Bélgica (5) - Bulgária (14) - Croácia (4) - Chipre (1) - Chéquia (12) | - Dinamarca (11) - Finlândia (11) - França (5) - Geórgia (12) - Alemanha (9) - Reino Unido (4) - Grécia (5) - Hungria (9) - Islândia (4) - Israel (8) | - Itália (7) - Kosovo (1) - Letônia (5) - Lituânia (4) - Malta (2) - Moldávia (8) - Países Baixos (2) - Noruega (8) - Polónia (16) - Roménia (9) | - Rússia (20) - Sérvia (6) - Eslováquia (9) - Espanha (15) - Suécia (6) - Suíça (4) - Turquia (20) - Ucrânia (16) |